# Sarabeswara

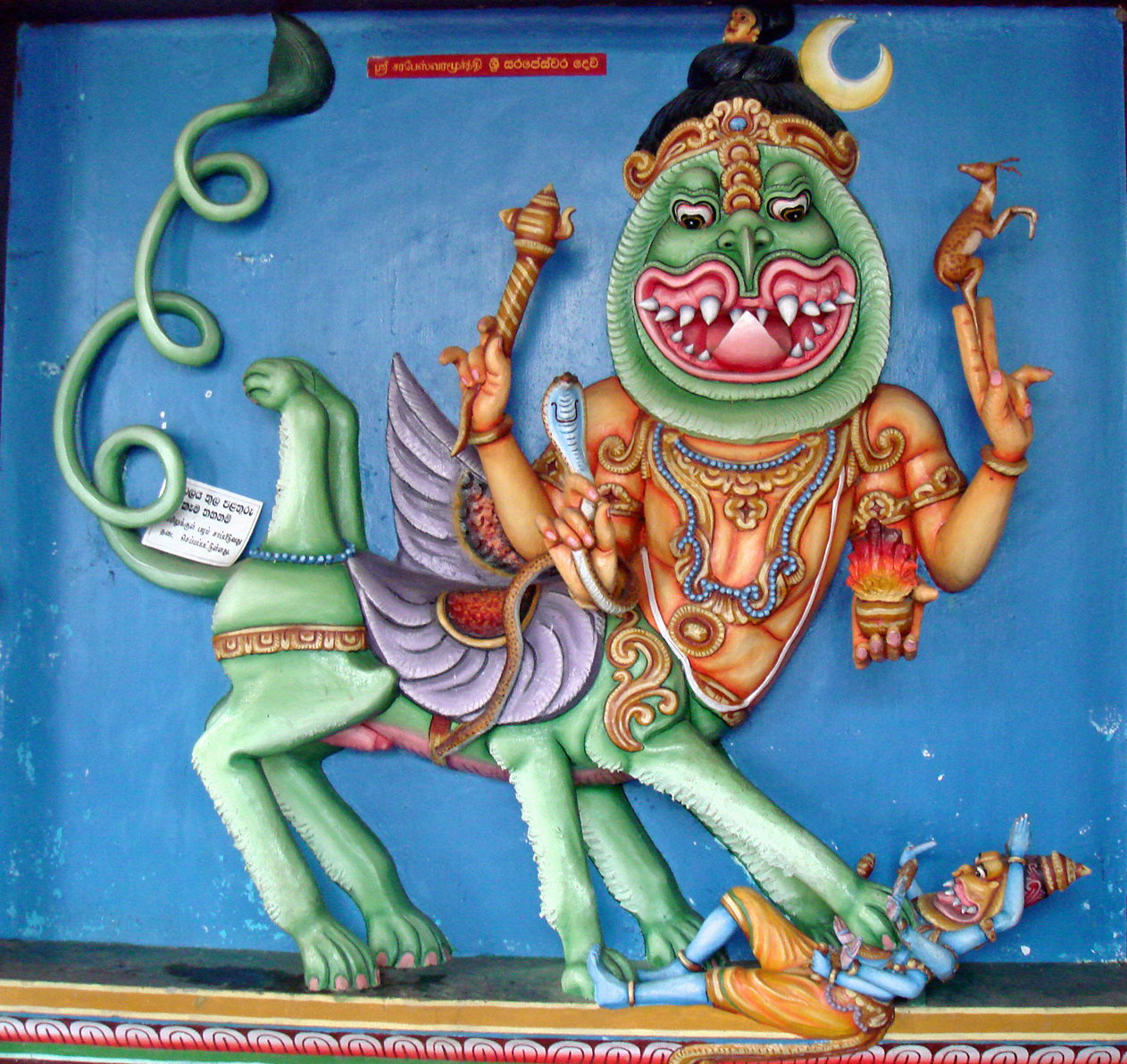
Sri Sarabeswara

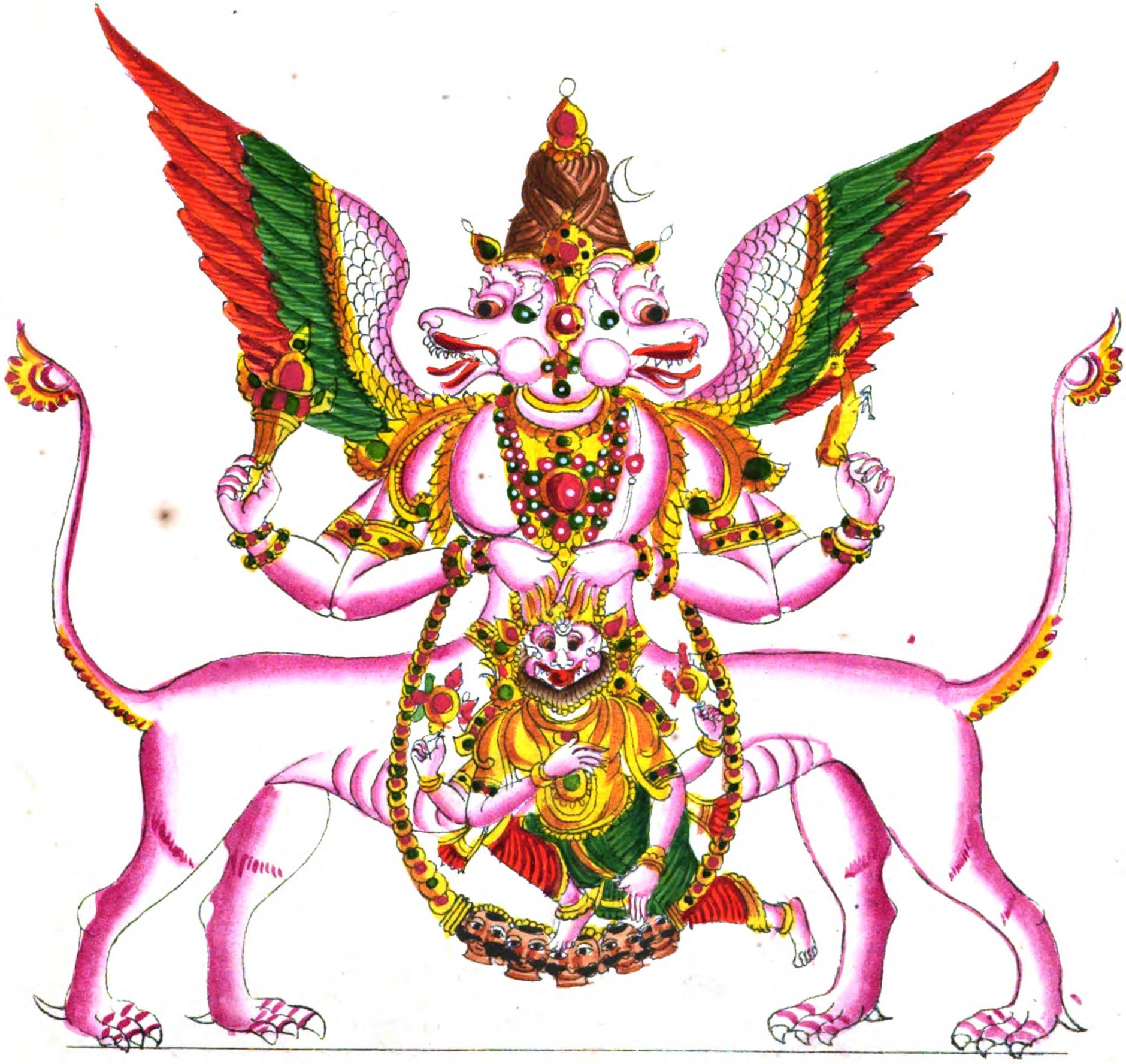
Sri Sarabeswara

Sri Sarabeswara oder Sarabha (Sanskrit: शरभ, Śarabha; Kannada: ಶರಭ) ist eine hauptsächlich in Südindien verehrte Gottheit; sie ähnelt in ihren Darstellungen einer Chimära bestehend aus Löwe, Vogel und Mensch. Häufig wird sie mit dem Hindugott Shiva in Verbindung gebracht, der Narasimha, eine übermächtig gewordene Inkarnation Vishnus, bezwingt bzw. besänftigt. Auch in buddhistischen Texten wird Sarabha erwähnt und zwar als eine frühere Wiedergeburt Buddhas.

## Mythos
Sarabha wird in älteren Sanskrit-Texten als ein achtbeiniges Wesen geschildert, das in den Wäldern lebt, sich von rohem Fleisch ernährt und andere Tiere sowie die Menschen durch sein entsetzliches Gebrüll erschreckt. Später wird der Name ‚Sarabha‘ als Ehrenbezeichnung auf Krieger, Dämonen (asuras) und Schlangen (nagas), aber auch auf Vishnu und Buddha angewandt.
In einer späteren Entwicklungsphase wird geschildert, wie der nach seinem Sieg über den Dämon Hiranyakashipu immer noch wütende und Götter und Menschen gleichermaßen verängstigende Narasimha auf Wunsch der Götter von Shiva, der die Gestalt Sarabeswaras annimmt, überwunden wird.

## Darstellung
Gemäß den Überlieferungen hat Sarabha den Körper eines achtbeinigen Löwen und ist geflügelt; sein Kopf hat menschliche Züge. Es ist jedoch ein göttliches Wesen, was durch die optischen Assoziationen mit Bhairava/Shiva deutlich gemacht wird. In seinen Händen trägt Sarabha manchmal die Attribute einer Keule (gada) und einer Gazelle (minga), was einerseits auf Vishnu/Narasimha und andererseits auf Shiva hindeutet, aus dessen Ikonografie auch die Mondsichel im Haar (chandra) entlehnt ist.

## Bedeutung
In Sarabha vereinigen sich Urkräfte der Natur und Urängste des Menschen. Später entwickelt sich daraus ein quasi-religiöser Wettstreit zwischen den Anhängern Shivas (Shivaiten) und Vishnus (Vishnuiten) um die überlegene Machtposition. In einigen Darstellungen wird Narasimha von Sarabha unterworfen, es gibt jedoch auch Darstellungen, in denen sich die beiden Gegner umarmen und zu einer Einheit werden.

## Verehrung
Sarabha oder Sarabeswara wird in ganz Südindien verehrt. Als Hauptheiligtum gilt der Sarabeswara-Tempel von Tirubuvanam.